# Bay County, Florida
Bay County är ett administrativt område i delstaten Florida, USA, med 168 852 invånare. Den administrativa huvudorten (county seat) är Panama City. 

## Geografi
Enligt United States Census Bureau har countyt en total area på 2 676 km². 1 978 km² av den arean är land och 698 km² är vatten.

### Angränsande countyn
- Washington County, Florida - nord
- Jackson County, Florida - nordöst
- Calhoun County, Florida - öst
- Gulf County, Florida - sydöst
- Walton County, Florida - väst

### Större orter
- Callaway
- Lynn Haven
- Panama City
- Panama City Beach
- Springfield
- Upper Grand Lagoon